# 概念图

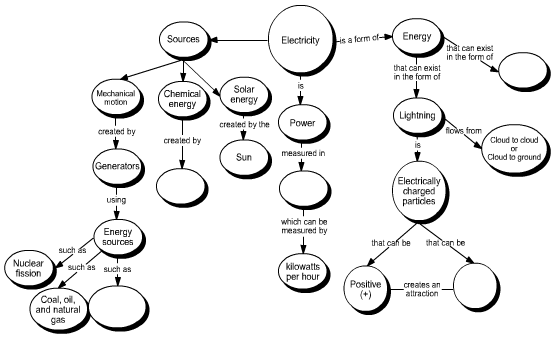
一张关于电的概念图

概念圖（英語：concept map）是呈現概念間關係的圖解。在概念圖中，由方形及標籤表示概念，如“狗”和“动物”等等。概念間的關係則以含有“导致”、“需要”、“例如”、“促进”等连接词的箭頭線段連結，箭頭的方向表示往下發展的層次。
概念图繪製（英語：concept mapping）则是指一种以概念圖为表现手段，将概念之间的关系視覺化表示的技术。

## 發展過程
约瑟夫·D·诺瓦克 於1970年代，在康奈尔大学發展出概念圖繪製技巧。當時，Novak 將這種技巧應用在科學教學上，做為一種增進理解的教學技術。Novak 的設計是基於大衛·奥苏伯尔的同化理論（assimilation theory）。奥苏伯尔根據建構式學習（constructivism learning）的觀點，強調先前知識（prior knowledge）是學習新知識的基礎框架（framework），並有不可取代的重要性。在诺瓦克的著作《習得學習》（Learning How to Learn）中，指出「有意義的學習，涉及將新概念與命題的同化於既有的認知架構中。」

## 應用
概念图在教育以及商业中广泛用于以及传达一些复杂概念。
概念圖被認為有助於創意發想。例如，概念圖繪製有時被用作為腦力激盪的工具。雖然概念圖通常是非常個人化且個殊的，但是也會被用在複雜概念的溝通工作中。
形式化的概念圖也被用在軟體設計工作中。通常這種概念圖會以统一建模语言的作為開發方法中的表記系統。
在人工智慧與語義網路之類的研究中，概念圖繪製也被視為一種初階的「本體建構（ontology-building）」以表徵形式化的論證（formal argument）。
概念圖被廣泛的運用在教育與企業領域：
- 知識表徵的應用：
  - 創造新知識內容。例如，將內隱知識轉換為有組織的知識資源。
  - 機構知識保存。例如，引出員工的專業知識。
  - 在文獻與相關資料來源中，進行筆記（Note taking）與歸納關鍵概念、其關係與階層。
- 知識組織的應用：
  - 檢驗複雜概念與論題的對稱性，以及術語聯結。
  - 增強後設認知。
- 協同與組織溝通的應用：
  - 溝通複雜概念與論題
  - 協同知識塑模（collaborative knowledge modeling）。
  - 促進願景分享與組織間的互相理解。
- 教育應用：
  - 增進有意義的學習。
  - 評估學習者對學習動機、概念與概念間關係的理解程度。
  - 教學設計：被 Ausubelian 學派用作為進階組織工具，以提供後續資訊與學習的初始概念架構。
  - 訓練：被 Ausubelian 學派用作為進階組織工具，以呈現工作情境，以及情境與其工作、組織的策略目的、與訓練目標的關係。

## 與心智圖的比較
概念圖與心智圖（mind map）是類似的概念繪製（idea mapping）工具，但是仍然有差別。心智圖通常只受限於描繪階層（樹狀）架構的關係，而概念图突出概念节点和关系线（即一种true graph 结构）。
有研究證據顯示，知識在腦中是以命題為基本單位，採階層式儲存的。因為概念地圖的目的是反映知識元素的組織，因此概念圖能有助於理解（sense-making）與進行有意義的學習。
另一個概念圖與心智圖的差別，是兩者繪製時速度與自發性的不同。心智圖反映心中所想的。而概念圖被認為應該是現實（抽象上）的概念地圖或系統。

## 相關軟件
- FreeMind，是最早的開源心智圖軟件。
- GitMind （页面存档备份，存于）, 一款免費的線上概念圖軟件，可支持多人協作，提供多種場景的模板供下載使用。
- The Brain （页面存档备份，存于），一款商业概念图软件包
- IHMC CmapTools，一款跨平台、免费的概念图软件
- 易思-认知助手 (Cognitive Assistant)，一款由北京師範大學知識科學與工程研究所開發的中文概念图软件，可用於繁、簡體中文視窗環境。
- Keystone ConceptMap （页面存档备份，存于），一款免費、易用的中英文的概念圖、心智圖編輯軟件。而且你可以輕易把畫出來的概念圖發佈到互聯網。

## 参看
- （mind map）
- 语义网络（semantic network）
- 语义网（semantic web）
- 本体论
- 本体